# Blaauw (familie)
Het geslacht Blaauw (of variaties daarop zoals 'de(n) Blaauw') was een vooraanstaande familie ten tijde van de Gouden Eeuw in Nederland en die tot heden nakomelingen heeft.

## Geschiedenis
Tijdens de Gouden Eeuw en de jaren daarna zijn tientallen jonge mannen, met verschillende functies, in dienst getreden van de Verenigde Oost-Indische Compagnie te Nederland en Nederlands-Indië. Echter is de helft van deze mannen nooit teruggekeerd, aangezien zij tijdens hun functie zijn overleden.
In 2022 zijn er enkele honderden personen die de achternaam Blaauw voeren binnen Nederland en landen daarbuiten. Waar midden vorige eeuw de naam voornamelijk voorkwam in regio Amsterdam en Friesland(zowel Nederlands, Duits alsook Deens Friesland), zijn in de loop der jaren de personen uit deze familie zich gaan vestigen over heel Nederland en België. Daarnaast zijn er ook personen uit de familie die (in sommige gevallen al sinds de 19e en 20e eeuw) in Zweden en Noorwegen wonen. Het is dan ook aannemelijk dat deze familie van oorsprong een Germaanse afkomst heeft.

## VOC-periode
Tijdens en na de VOC-periode heeft de toenmalig vooraanstaande familie Blaauw een vissersvloot met verscheidene schepen gevaren. Door de goede ervaring op zee waren de familieleden van de familie Blaauw in de 17e en 18e eeuw zeer in trek om in dienst te treden bij de VOC.
Hier bekleedden zij functies van simpele zeeman tot soldaat, maar ook verschillende luitenants, korporaals en kwartiermeesters maakten hun opwachting.
Daarnaast was Louwijs Blaauw een Commandeur van de Soldaten op het schip de Snoek in de jaren 50 van de 18e eeuw.
Hoewel de VOC onderdak en een inkomen bood voor velen uit de familie Blaauw, was dit voor een groot aantal ook het laatste wat zij konden doen. Tientallen Indiëvaarders van de familie zijn nooit wedergekeerd. Mocht dit zijn door de dood op zee of tijdens schermutselingen of vermissing.

## Verhalen uit de Tweede Wereldoorlog
Tijdens de latere jaren van de Tweede Wereldoorlog werd Anne Blaauw uit Graft de Rijp opgeroepen om te werken in een werkkamp in Joegoslavië. Hier is hij met behulp van een anti-Nazi Duitse familie ontsnapt om zo terug te keren naar Amsterdam om voor zijn familie te zorgen. In Noord-Eind van Graft heeft hij de rest van de oorlog ondergedoken vertoefd.

## Familiewapen

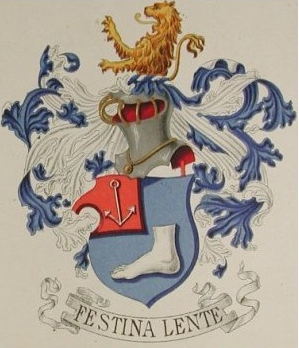
Familiewapen van de familie Blaauw

Het originele wapen van de familie Blaauw vindt haar oorsprong in Amsterdam waar het wapen dan tot de dag van vandaag ook nog in het Stedelijk museum hangt. Het ziet er als volgt uit:
- Wapen: in blauw een zilveren rechtervoet en in een rood vrijkwartier een zilveren anker.
- Helmteken: een uitkomende gouden leeuw.
- Dekkleden: zilver en blauw.
- Wapenspreuk in het Latijn[9]: FESTINA LENTE

De betekenis van de uitdrukking 'Festina lente' is dat activiteiten moeten worden uitgevoerd met een juiste balans tussen urgentie en toewijding. Als taken te snel worden gehaast, worden er fouten gemaakt en worden geen goede langetermijnresultaten behaald. Werk kan het beste worden gedaan in een staat waarin men volledig opgaat in de taak en geen besef heeft van het verstrijken van de tijd.

## Bekende personen uit de Familie Blaauw
- William Henry Blaauw (1793–1870), Antiquaar en historicus
- Gerrit Blaauw (1750), burgemeester van Amsterdam tussen 1816 en 1824
- Jacob Blauw (1759-1829), een advocaat, politicus en diplomaat
- Henriëtte Blaauw (1875-1949), een schrijfster
- Cornelis Blaauw (1885-1947), een architect
- Siegfried Blaauw (1889-1942), een muziekpedagoog en pianist
- Harm Engbert Blaauw (1918-1945), een verzetsstrĳder
- Jacobus Roelof Blaauw (1911-1961), een ingenieur en bedrĳfsleider
- Adriaan Blaauw (1914-2010), een sterrenkundige
- Harry Blaauw (1923-1943), Nederlands koopvaardijmachinist
- Gerrit Blaauw (wetenschapper) (1924-2018), een natuurkundige en informaticus
- Jan Blaauw (1928-2020), een politieman en publicist
- Joop de Blaauw (1941), een beeldhouwer
- Jan Dirk Blaauw (1941-2020), een politicus
- Gjalt Blaauw (1945), een kunstenaar
- Alexandra Blaauw (1962), een actrice en producent
- Marco Blaauw (1965), een trompettist
- David Theodore Blaauw (1965), Amerikaanse ingenieur
- Ron Blaauw (1967), een chefkok en televisiepersoonlĳkheid;
- Connie Blaauw (1970), directrice & founding partner van Bureau Blaauw
- Marieke Blaauw (1971), een animator
- Arjan Blaauw (1974), een voormalig voetballer;
- Maarten Blaauw (1974-1999), een cabaretier en schrĳver
- Jacques Blaauw (1986), een Zuid-Afrikaans golfprofessional
- Wicus Blaauw (1986), Zuid-Afrikaanse rugbyspeler
- Edo Blaauw (1987), een cabaretier
- Reinder Berend Blaauw (1994), politicus
- Ivar Jens Harald Blaauw (1994), Muziek producer en Marketing & Communicatie adviseur
- Erik Blaauw (1997), een handbalspeler
- Fianca Blaauw (1997), zangeres en make- up artiest
- Niko Blaauw (2002), een handbalspeler